# Bergvattnet, Jämtland
Bergvattnet är en sjö i Strömsunds kommun i Jämtland och ingår i Ångermanälvens huvudavrinningsområde. Sjön har en area på 1,99 kvadratkilometer och ligger 431,3 meter över havet. Sjön avvattnas av vattendraget Bergvattensbäcken.
Sjön har tillflöde genom en tunnel från Stor-Sjouten och Nåsjön och avlopp via Tåsjön till Ångermanälven.
Bergvattnet var också det tidigare namnet på Dorotea församling i Västerbottens län.

## Delavrinningsområde
Bergvattnet ingår i delavrinningsområde (715973-147250) som SMHI kallar för Utloppet av Bergvattnet. Medelhöjden är 467 meter över havet och ytan är 7,14 kvadratkilometer. Räknas de 4 avrinningsområdena uppströms in blir den ackumulerade arean 12,88 kvadratkilometer. Bergvattensbäcken som avvattnar avrinningsområdet har biflödesordning 5, vilket innebär att vattnet flödar genom totalt 5 vattendrag innan det når havet efter 259 kilometer. Avrinningsområdet består mestadels av skog (70 procent). Avrinningsområdet har 2,12 kvadratkilometer vattenytor vilket ger det en sjöprocent på 29,7 procent.